# 蓟州地质博物馆
蓟州地质博物馆，位于中华人民共和国天津市蓟州区天津蓟县国家地质公园内府君山南麓。

## 历史
2009年建成时初名蓟县地质博物馆，2017年随蓟县撤县建区为蓟州区而更名为蓟州地质博物馆。